# Risc sistèmic
El risc sistèmic o risc no diversificable és un concepte de la teoria de carteres o de les finances modernes. Descriu el risc residual que no es pot diversificar encara que els valors individuals de la cartera estiguin òptimament barrejats. El risc sistemàtic és, en teoria, la base sobre la qual un inversor expressa la seva expectativa de rendibilitat ajustada al risc, ja que ell i tots els altres agents del mercat poden eliminar el risc no sistemàtic barrejant-lo hàbilment, de manera que no hagi de ser remunerat. El risc no sistemàtic és la proporció que es pot eliminar mitjançant la diversificació del risc. Una mesura de risc sistemàtic és el coeficient beta.

## Derivació
Segons la regla de dispersió del valor esperat de Daniel Bernoulli (1738), els inversors aspiren a configurar una cartera amb la desviació estàndard més baixa per al màxim rendiment. Per resoldre aquest problema, Harry Markowitz considera la covariància dels valors per primera vegada. Per a aquesta covariància aplica:
{\displaystyle Cov(i,j)=\rho _{ij}\cdot \sigma _{i}\cdot \sigma _{j}\longrightarrow \rho _{ij}={\frac {Cov(i,j)}{\sigma _{i}\cdot \sigma _{j}}}}
Es demostra que el coeficient de correlació {\displaystyle \rho _{ij}} juga un paper decisiu. La covariància {\displaystyle \sigma _{ij}} indica una mesura amb què dos valors iij es mouen junts o se separen en un període. Aquí és on entra en joc Markowitz i reconeix que el risc global de la cartera està fonamentalment relacionat amb la ponderació de les posicions individuals ({\displaystyle X_{i}} ) i la interrelació de les posicions individuals. La relació següent s'aplica al risc general:
{\displaystyle Var(r)=\sigma ^{2}=\sum _{i=1}^{N}\sum _{j=1}^{N}{X_{i}X_{j}\sigma _{ij}}}
Com que la covariància d'un valor amb si mateix resulta en la seva pròpia variància, la significació d'aquesta fórmula es pot il·lustrar amb la taula següent, que mostra la influència de la variància i la covariància a la cartera de valors n:
{\displaystyle {\begin{array}{|c|c|c|c|c|}&1&2&...&N\\\hline 1&X_{1}^{2}Var(r_{1})&X_{1}X_{2}Cov(r_{1},r_{2})&...&X_{1}X_{N}Cov(r_{1},r_{N})\\2&X_{1}X_{2}Cov(r_{1},r_{2})&X_{2}^{2}Var(r_{2})&...&X_{2}X_{N}Cov(r_{2},r_{N})\\...&...&...&...&...\\N&X_{1}X_{N}Cov(r_{1},r_{N})&X_{2}X_{N}Cov(r_{2},r_{N})&...&X_{N}^{2}Var(r_{N})\\\end{array}}}
Queda clar el nombre de termes de la {\displaystyle N} variància. D'això se'n dedueix que com més gran sigui el nombre de valors individuals {\displaystyle N^{2}-N}, més rellevant serà la correlació entre els valors individuals duna cartera. Per contra, la importància de la diversificació individual disminueix amb un nombre cada vegada més gran de valors individuals a la cartera. D'aquesta manera, es dedueix:
{\displaystyle \lim _{N\to \infty }Var(r)=\underbrace {\varnothing Cov(r_{i},r_{j})} _{Riesgonodiversificable}}
Aquesta perspectiva teòrica concorda amb les observacions empíriques. Com a cas d'exemple, es pot evidenciar que, fins i tot amb uns quants valors, és possible minimitzar de manera significativa el risc de la cartera, però no es pot eliminar per complet. Això suggereix l'existència d'un risc residual conegut com a risc sistemàtic. Aquest risc emergeix a causa de la interdependència entre les posicions individuals seleccionades i les condicions del marc financer.